# 平松飛鳥
平松 飛鳥（ひらまつ あすか、1994年5月23日 - ）は、日本の元女子バスケットボール選手である。ポジションはポイントガード。

## 来歴
明星学園高校でインターハイベスト4、東京医療保健大でインカレ準優勝。
卒業後は東京羽田ヴィッキーズに加入。
2020年、当時地域リーグ所属で翌年よりWリーグ参入が決まっていたプレステージ・インターナショナル アランマーレに移籍。Wリーグ1シーズン目より主将を務める。
2025年、現役引退。